# Синдром длительного сдавления
Синдро́м дли́тельного сдавле́ния (синонимы: краш-синдром, травматический токсикоз, синдром (длительного) раздавливания, компрессионная травма, синдром размозжения, эпоним: синдром Байуотерса (англ. Bywaters)) — токсикоз, возникающий вследствие продолжительного нарушения кровоснабжения (ишемия) сдавленных мягких тканей, характеризующийся, помимо местных симптомов, системными патологическими изменениями в виде гиперкалиемии и почечной недостаточности. Встречается у пострадавших при землетрясениях, завалах в шахтах, обвалах и т. п.

## История
Одно из первых описаний синдрома сделал французский хирург Кеню (Е. Quenu, 1918) во время Первой мировой войны:

Один французский офицер находился в убежище, когда в него попала граната. Во время взрыва бревно упало на его ноги и придавило их таким образом, что он не мог двигаться. Через довольно длительный промежуток времени спасательный отряд нашёл раненого, причём было обнаружено, что обе ноги ниже того места, где лежало бревно, были тёмно-красного цвета. Раненый находился в хорошем состоянии и энергично направлял деятельность отряда по его спасению. Но едва только бревно было снято с ног, как немедленно развился шок, от которого он впоследствии и погиб.

В 1941 г., во время Второй мировой войны, британский ученый Байуотерс (Е. Bywaters), принимая участие в лечении жертв бомбардировок Лондона немецкой авиацией, изучил и выделил этот синдром в самостоятельную нозологическую единицу (он отмечался у 3,5 % пострадавших).

## Патогенез
Н. Н. Еланский (1958) объясняет развитие клинической картины при синдроме длительного раздавливания всасыванием токсических продуктов из раздавленных мышц. Установлено, что повреждённая мышечная ткань теряет 75 % миоглобина, 70 % креатинина, 66 % калия и 75 % фосфора. После освобождения от сдавливания эти вещества поступают в кровеносное русло, возникает ацидоз, тяжёлые общие и, в первую очередь, гемодинамические расстройства. Следует подчеркнуть, что клинические проявления возникают только после устранения фактора сдавливания.
Происходит глубокий некроз тканей, ведущий к самоотравлению организма продуктами распада тканей и тяжёлому состоянию пострадавшего.
Нарушает кровообращение и возникает падение артериального давления, частый пульс, тахикардия.

## Клиническая картина
Формы сдавления:
- лёгкая форма (сдавление сегмента конечности в течение 4-х часов);
- средняя форма (сдавление всей конечности 6 часов);
- тяжёлая форма (сдавление всей конечности 7—8 часов);
- крайне тяжёлая форма (сдавление обеих конечностей 8 часов и более).

После освобождения от сдавления, как правило, развивается шок. Начиная с 3—4-го дня, проявляются местные симптомы: плотный отёк, бледность, нарушение функции конечности и почечная недостаточность, олигурия, переходящая в анурию. Из-за того, что в первые дни заболевания симптомы не выражены, проводят малоэффективное запоздалое лечение.
Особой формой краш-синдрома является позиционное сдавление — сдавление части тела при длительном сне в состоянии алкогольного и наркотического опьянения или в бессознательном состоянии. Ранние симптомы стёрты, на 3—4-й день начинаются острые клинические проявления, развивается острая почечная недостаточность.
В клиническом течении травматического токсикоза различают 3 периода:
1. период нарастания отёка и сосудистой недостаточности, продолжающийся 1—3 дня;
2. период острой почечной недостаточности, продолжающийся с 3-го по 9—12-й день;
3. период выздоровления.

В первом периоде сразу после освобождения конечности от давления больные отмечают боль и невозможность движения конечности, слабость, тошноту. Их общее состояние может быть удовлетворительным, кожные покровы бледные, отмечается небольшая тахикардия, артериальное давление в пределах нормы.
Однако быстро в течение нескольких часов нарастает отёк раздавленной конечности, одновременно учащается пульс, снижается артериальное давление, повышается температура тела, кожные покровы становятся бледными, больной отмечает выраженную слабость, то есть развивается клиническая картина шока. При осмотре конечности сразу после извлечения пострадавшего из-под обломков определяются её бледность, множество ссадин, кровоподтёков. Отёк конечности быстро нарастает, значительно увеличивается её объем, кожа приобретает неравномерную багрово-синюшную окраску, на ней появляются кровоизлияния, пузыри с серозным или серозно-геморрагическим содержимым. При пальпации ткани деревянистой плотности при надавливании пальцем на коже не остаётся вдавлений. Движения в суставах невозможны, попытки произвести их вызывают резкие боли. Пульсация периферических артерий (в дистальных отделах конечности) не определяется, все виды чувствительности утрачены. Очень быстро, иногда сразу же, уменьшается количество мочи, до 50—70 мл в сутки. Моча приобретает лаково-красную, а затем тёмно-бурую окраску, содержание белка высокое (600—1200 мг/л). При микроскопии осадка мочи определяется много эритроцитов, а также слепки канальцев, состоящие из миоглобина. Отмечается сгущение крови — увеличение содержания гемоглобина, эритроцитов и высокий гематокрит, прогрессирует азотемия.
Переход болезни в период острой почечной недостаточности характеризуется восстановлением кровообращения и прогрессированием почечной недостаточности. В этот период боли уменьшаются, артериальное давление становится нормальным, остаётся умеренная тахикардия — не более 100-120 ударов в минуту. Несмотря на улучшение кровообращения, прогрессирует почечная недостаточность, нарастает олигоурия, переходящая в анурию, уровень мочевины высокий. При обширном поражении тканей лечение может быть неэффективным, в таких случаях на 5—7-й день развивается уремия, которая может привести к смерти больного.
При благоприятном течении заболевания и эффективности проводимого лечения наступает период выздоровления. Общее состояние больных улучшается, уменьшается азотемия, увеличивается количество мочи, в ней исчезают цилиндры и эритроциты. На фоне улучшения общего состояния появляются боли в конечности, которые могут носить выраженный жгучий характер, уменьшается отёк конечности, восстанавливается чувствительность. При осмотре пораженной конечности определяются обширные участки некроза кожи, в рану выпирают некротизировавшиеся мышцы, которые имеют тусклый серый вид, могут отторгаться кусками, нарастает атрофия мышц, тугоподвижность в суставах.

## Лечение
На месте обязательное наложение жгута на сдавленную конечность выше повреждённого места, иммобилизация конечности, холод на повреждённый участок. Дальнейшее лечение направлено на восстановление кровообращения в повреждённой конечности (реперфузию), борьбу с токсемией, острой почечной недостаточностью. Из хирургических методов лечения применяют фасциотомию, в тяжёлых случаях проводят ампутацию повреждённого сегмента конечности. Прогноз при развитии острой почечной недостаточности неблагоприятный.
При правильном и своевременном лечении к 10—12 дню явления почечной недостаточности постепенно стихают. В дальнейшем отёк, и боли в повреждённой конечности постепенно уменьшаются и к концу первого месяца лечения полностью исчезают.
Полного восстановления функции конечности обычно не бывает, что обусловлено повреждениями крупных нервных стволов и мышечной ткани. Со временем большая часть мышечных волокон гибнет, замещаясь соединительной тканью, что приводит к развитию атрофии.